# Phổ Nhơn
Phổ Nhơn là một xã thuộc thị xã Đức Phổ, tỉnh Quảng Ngãi, Việt Nam.

## Địa lý
Xã Phổ Nhơn nằm ở phía tây bắc thị xã Đức Phổ, có vị trí địa lý:
- Phía đông giáp phường Phổ Ninh
- Phía tây và phía nam giáp huyện Ba Tơ
- Phía bắc giáp xã Phổ Phong và xã Phổ Thuận.

Xã Phổ Nhơn có diện tích 41,00 km², dân số năm 2019 là 7.387 người, mật độ dân số đạt 180 người/km².

## Lịch sử
Sau năm 1945, Phổ Nhơn là một xã thuộc huyện Đức Phổ.
Từ năm 1954 đến năm 1958, chính quyền Sài Gòn đổi tên xã Phổ Nhơn thành xã Phổ Phước thuộc quận Đức Phổ. Chính quyền cách mạng vẫn gọi xã Phổ Phước là xã Phổ Nhơn như cũ.
Sau năm 1975, xã Phổ Nhơn thuộc huyện Đức Phổ.
Ngày 1 tháng 2 năm 2020, thành lập thị xã Đức Phổ trên cơ sở toàn bộ diện tích và dân số của huyện Đức Phổ, xã Phổ Nhơn thuộc thị xã Đức Phổ.